# Пристигане в Америка
„Пристигане в Америка“ (на английски: Coming to America) е американска комедия от 1988 г. на режисьора Джон Ландис, с участието на Еди Мърфи.
 Внимание:  Текстът по-долу разкрива сюжета на произведението (или части от него)!
Във филма се разказва за принц от измислено кралство на име Замунда, който цял живот е бил глезен от прислужниците си и от изобщо цялото царство. Когато става на 21 години и е вече пълнолетен, родителите му му налагат да се ожени за момиче, което от раждането си е обучено за кралица. Момичето няма собствено мнение и е напълно съгласна с всичко, което ѝ казва нейният крал, но на принца това не му харесва и решава да замине в Америка и сам да си намери съпруга.

## Актьорски състав
| Актьор            | Роля |
| ----------------- | --- |
| Еди Мърфи         | Принц Аким Джофер – престолонаследникът на Замунда Ранди Уотсън – певец от групата Sexual Chocolate Саул – еврейски клиент на бръснарницата Кларънс – собственик на бръснарницата |
| Арсенио Хал       | Семи – най-добрият приятел на Аким Пастор Браун Морис – бръснар Възбудено момиче флиртува със Семи на среща                                                                       |
| Джеймс Ърл Джоунс | Крал Джафе Джофер – крал на Замунда и бащата на Аким |
| Мадж Синклер      | Кралица Елеон Джофер – кралица на Замунда и майката на Аким |
| Джон Амос         | Клео Макдауъл – работодател на Аким и баща на Лиза |
| Шари Хедли        | Лиза Макдауъл – по-голямата дъщеря на Клео и любовта на Аким |
| Клинт Смит        | Суитс – бръснар |
| Пол Бейтс         | Оха – кралски слуга |
| Ерик Ла Сал       | Дарил Дженкс – самоувереният годеник на Лиза |
| Франки Фейсън     | Управител на жилищната сграда, в която живеят Аким и Семи |
| Ванеса Бел        | Имани Изи – официалната годеница на Аким |
| Луис Андерсън     | Морис – служител на Макдауъл |
| Алисън Дийн       | Патрис Макдауъл – по-малката дъщеря на Клео и сестрата на Лиза |
| Шийла Джонсън     | придворна дама |
| Джейк Стайнфелд   | шофьор на такси |
| Калвин Локхарт    | полковник Изи – бащата на Имани |
| Самюъл Джаксън    | Въоръжен крадец |